# Antirhea ioensis
Antirhea ioensis är en måreväxtart som först beskrevs av Henri Ernest Baillon, och fick sitt nu gällande namn av Shu Miaw Chaw. Antirhea ioensis ingår i släktet Antirhea och familjen måreväxter.
Artens utbredningsområde är Nya Kaledonien. Inga underarter finns listade i Catalogue of Life.